# روبرت ويلر راند
روبرت ويلر راند (بالإنجليزية: Robert Wheeler Rand) من مواليد 28 يناير 1923، وهو جراح أعصاب أمريكي ومخترع وأستاذ في جراحة المخ والأعصاب بجامعة كاليفورنيا لوس أنجلوس (UCLA) من عام 1953 إلى عام 1989.

## حياته وتعليمه
ولد الدكتور روبرت دبليو راند، الابن الوحيد لكارل ويلر راند وكاثرين همفري راند في لوس أنجلوس، كاليفورنيا في 28 يناير 1923. قام والده الدكتور كارل راند بتدريبه تحت إشراف هارفي كوشينغ، المعروف بأنه «أب جراحة المخ والأعصاب الحديثة».
اتبع الدكتور روبرت دبليو راند خطى والده وأصبح جراح معروف دوليا وكان أستاذاً جراحة المخ والأعصاب في جامعة كاليفورنيا. تلقى تدريبا جامعيا في كلية هارفارد (1940-42) وبرنامج (UCLA) للتدريب البحري (1942-44)، وتخرج من كلية الطب بجامعة جنوب كاليفورنيا (1947) وأكمل تدريبه في الجراحة العصبية في جامعة ميشيغان في آن أربور. كما حصل على درجة الماجستير في الجراحة (1951) والدكتوراه في علم التشريح (1952) من جامعة ميشيغان.

## مهنته
ألف الدكتور راند على مدى حياته المهنية ما يقرب من 250 ورقة علمية، وقدم ما يقرب من أربعمائة محاضرة علمية في جميع أنحاء العالم، وكتب وحرر العديد من الكتب، بما في ذلك "أورام الجمجمة في مرحلة الطفولة (1960) و"أطلس" (1967)، و"جراحة بردية" (1968) وثلاث طبعات من جراحة المخ والأعصاب (1969، 1978، 1985). كما أنه حصل على العديد من براءات الاختراع.
أنشأ وأجرى العديد من العمليات الجراحية غير موصوفة مسبقاً في جراحات الدماغ حيث اخترع طرق جديدة لإزالة الأورام الصوتية والحفاظ على الأعصاب الحيوية لوظيفة العضلات الوجهية التي تم التضحية بها بشكل روتيني في التقنيات القديمة. أجرى الدكتور راند شخصيا أكثر من 2000 عملية جراحية لعلاج مرض باركنسون الذي اُستخدم فيه الجراحة البردية والتجميد الإنتقائي في منطقة المهاد. وقد تم التخلص من أعراض المرض بشكل كبير في كثير من الحالات بعد العملية التي قام بها. كما استخدم الدكتور راند الجراحة البردية لعلاج الآلاف من المرضى الذين يعانون من أورام الغدة النخامية عن طريق إجراء يسمى ستيريوتاكتيك كريوهيبوبييسكتومي"Stereotactic Cryohypopyhysectomy".
في عام 1957، كان هو وزميله تيودور كورز أول من أدخلوا المجهر الجراحي في إجراءات جراحة الأعصاب. في السنوات التي تلت ذلك، أصبح استخدام المجهر في كل مكان في جراحة المخ والأعصاب، مما أدى إلى تخصص فرعي جديد في هذا المجال وهو الجراحة المجهرية للمخ والأعصاب.
في عام 1975، وبالتعاون مع العلماء في مركز ستانفورد (SLAC) في بالو ألتو، كاليفورنيا، وضع الدكتور راند مغناطيس الذي كان دوره المحافظة على مركب السيليكون والحديد السائل في مكانه داخل الدماغ، وبالتالي قام بمعالجة تشوهات الأوعية الدموية التي لا يمكن الوصول إليها من خلال الطرق الجراحية التقليدية. كانت هذه التقنية رائدة في ذلك الوقت وكانت تسمى تقيح الأوعية الدموية المجسمة من تمدد الأوعية الدموية باستخدام مغناطيس فائقة التوصيل.
ومن خلال علاقته الوثيقة مع مخترعها لارس ليكسيل، جلب الدكتور راند أول سكين جاما إلى الولايات المتحدة في كلية الطب بجامعة كاليفورنيا في عام 1979. حيث يوفر سكين غاما إشعاعا انتقائيا للغاية لتحديد الأهداف في الدماغ وبالتالي تجنب تلف الأنسجة المحيطة. العلاج باستخدام سكين غاما هي الآن شائعة في جميع أنحاء الولايات المتحدة. قام الدكتور راند في وقت لاحق بتصميم مشرط الكوبالت لاستخدام نفس مبادئ الإشعاع المرتفع لعلاج السرطان خارج الدماغ، مثل سرطان البروستاتا مع تجنب الأنسجة الطبيعية المحيطة بالإصابة.
في أوائل الثمانينات، في مختبر الدفع النفاث في باسادينا، كاليفورنيا، ساعد الدكتور راند الفيزيائيين في إنشاء أجهزة لإجراء الجراحة الحرارية"Thermomagnetic Surgery". في هذا العلاج، يتم تسخين الأعضاء السرطانية مثل الرحم أو الكلى بشكل انتقائي وتدميرها دون الإضرار بالأنسجة المحيطة بها. وكان فرضية هذا النهج هو أنه سيمنع انتشار الخلايا السرطانية في الجسم أو انتشارها من خلال مجرى الدم عندما تتم إزالة الأعضاء الخبيثة جراحيا.
حصل الدكتور راند على جائزة الإنجاز المهني من جامعة كاليفورنيا في عام 1975 وجائزة الإنجاز مدى الحياة من الكلية الدولية للجراحين في عام 1995.

## وصلات خارجية
- Video interview of Dr. Robert W. Rand by Dr. Ulrich Batzdorf: https://www.youtube.com/watch?v=7e2-b1ZOowY